# Suze-la-Rousse
Suze-la-Rousse é uma comuna francesa na região administrativa de Auvérnia-Ródano-Alpes, no departamento de Drôme. Estende-se por uma área de 30.6 km². Em 2010 a comuna tinha 2 189 habitantes (densidade: 71,5 hab./km²).